# Trichilia bullata
Trichilia bullata är en tvåhjärtbladig växtart som beskrevs av T.D. Pennington. Trichilia bullata ingår i släktet Trichilia och familjen Meliaceae. Inga underarter finns listade i Catalogue of Life.